# Crónica (Fito Páez)
Crónica é a segunda coletânea do roqueiro argentino Fito Páez. O álbum foi lançado em 1991, com o selo EMI.

## Faixas
| #  | Nome da Faixa                            | Álbum                      |
| -- | ---------------------------------------- | -------------------------- |
| 01 | "Tres Agujas"                            | Del 63                     |
| 02 | "11 y 6"                                 | Giros                      |
| 03 | "Cable a tierra"                         | Giros                      |
| 04 | "Giros"                                  | Giros                      |
| 05 | "Gente sin swing "                       | Ciudad de pobres corazones |
| 06 | "Gricel"                                 | La la la                   |
| 07 | "Yo vengo a ofrecer mi corazón"          | Giros                      |
| 08 | "La rumba del piano" (Versión extendida) | Corazón clandestino        |
| 09 | "Instant-Táneas”                         | La la la                   |
| 10 | "Dame un talismán”                       | Ey!                        |
| 11 | "Parte del aire”                         | La la la                   |
| 12 | "Sable chino”                            | Del 63                     |
| 13 | "Corazón clandestino”                    | Corazón clandestino        |
| 14 | "Nunca podrás sacarme mi amor”           | Corazón clandestino        |

## Vendas e Certificações
| Ano  | Órgão | Certificação/Vendas | Vendas    |
| ---- | ----- | ------------------- | --------- |
| 1996 | CAPIF | platina             | 100,000 + |